# Aartsbisdom Anchorage-Juneau
Het aartsbisdom Anchorage-Juneau (Latijn: Archidioecesis Ancoragiensis-Junellensis; Engels: Archdiocese of Anchorage-Juneau) is een metropolitaan aartsbisdom van de Rooms-Katholieke Kerk in de Amerikaanse staat Alaska. De zetel van het aartsbisdom is in de stad Anchorage. De aartsbisschop van Anchorage is metropoliet van de kerkprovincie Anchorage, die de gehele staat Alaska omvat en waartoe ook het volgende suffragane bisdom behoort:
- Bisdom Fairbanks

## Geschiedenis
Het bisdom werd op 22 januari 1966 van het bisdom Juneau afgesplitst en ingericht als aartsbisdom met de suffragane bisdommen Juneau en Fairbanks. In 2020 werd het wederom samengevoegd met het bisdom Juneau. 

### Bisschoppen
- 1966–1975: John Joseph Thomas Ryan (vervolgens bisschop van het Militair ordinariaat)
- 1976–2001: Francis Thomas Hurley
- 2001–2016: Roger Lawrence Schwietz OMI
- 2016-2019: Paul Dennis Etienne
- 2020-heden: Andrew Eugene Bellisario

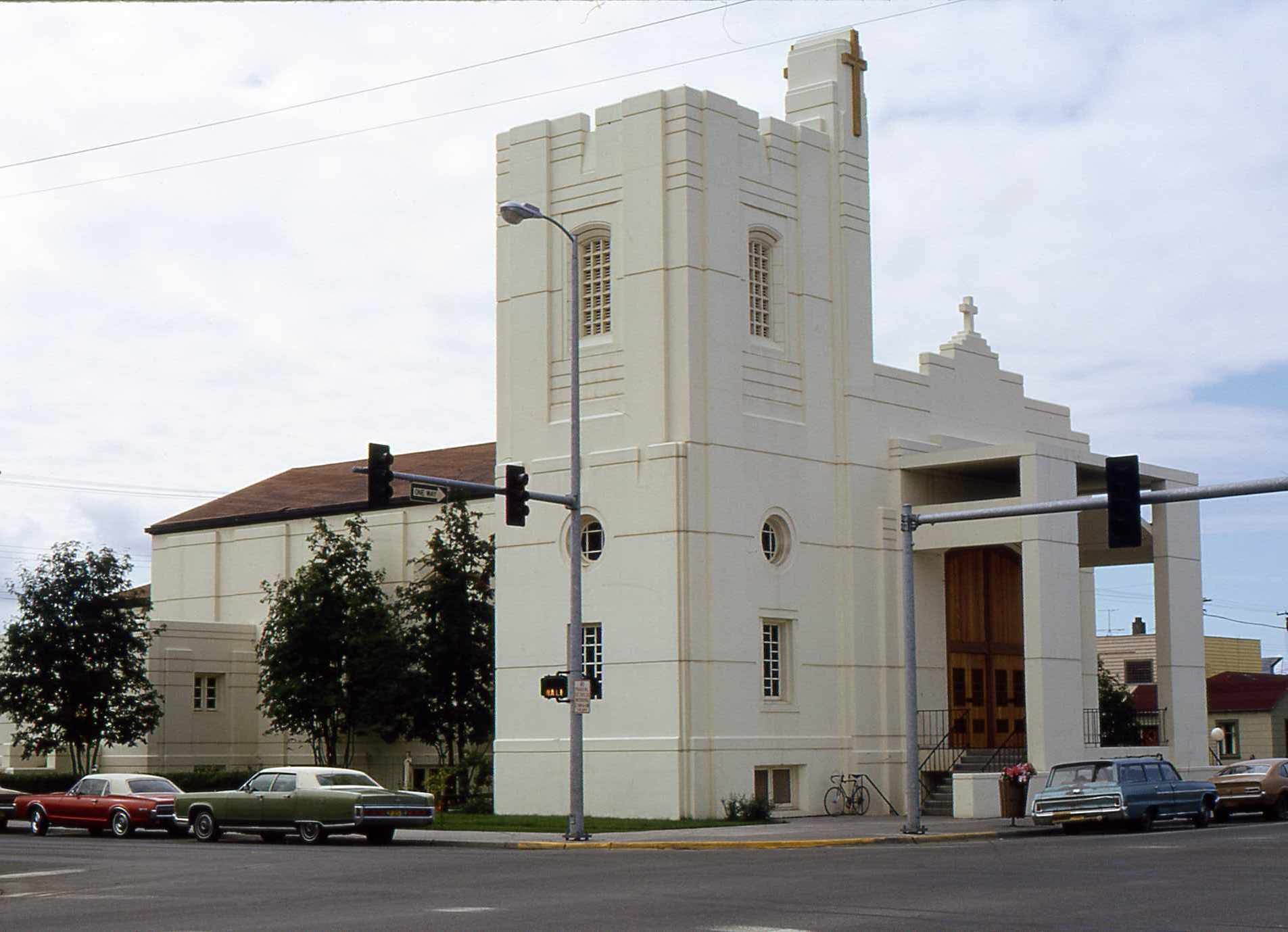
Kathedraal van Anchorage